# Matthias Falter
Matthias Falter (* 17. Januar 1908 in Aachen; † 2. August 1985 in Dresden) war ein deutscher Physiker, Hochschullehrer und Nationalpreisträger der DDR. Er entwickelte grundlegende Technologien zur Halbleiterfertigung und präsentierte auf der Leipziger Messe 1954 den ersten in der DDR entworfenen und hergestellten Germanium-Transistor.

## Leben
Matthias Falter, Sohn des Buchhalters Johann Falter, legte 1926 an einem Realgymnasium in Köln das Abitur ab und war bis 1932 Werkstudent bei Felten & Guilleaume in Köln-Mülheim, RWE in Grevenbroich und Osram in Berlin. 1932 begann er ein Studium der Mathematik, Physik und Chemie an den Universitäten Berlin und Köln, das er 1935 mit der Promotion auf dem Gebiet der Hochfrequenztechnik abschloss.
Danach war Falter im Zentrallaboratorium der Siemens & Halske AG Berlin beschäftigt, wo er sich mit der Trägerfrequenz-Telefonie befasste. Ab 1936 war er technischer Physiker der Hochohm GmbH, die später von der Hermann Klasing KG Draht- und Isolierfabrik übernommen wurde. Zwei Jahre später wurde er dort Laboratoriumsleiter sowie 1941 technischer Leiter, unter dem Untersuchungen zu Präzisionsschicht- und Kleinstwiderständen erfolgten. Noch 1945 wurde Matthias Falter Leiter der Abteilung Widerstände und Halbleiter im AEG-Kabelwerk Oberspree.
Nach dem Zweiten Weltkrieg, bis 1951, war er mehrfach in der Sowjetunion und dort als Physiker unter anderem für Entwicklung und Produktion von Präzisionswiderständen tätig. Nach seiner Rückkehr lehnte Matthias Falter ein Arbeitsangebot der Firma Siemens ab und wurde stattdessen 1952 technischer Leiter im VEB Dralowid/Werk für Bauelemente der Nachrichtentechnik, Vorläufer des Werks für Bauelemente der Nachrichtentechnik „Carl von Ossietzky“ in Teltow. Bis 1959 arbeitete er dort als Chefkonstrukteur und Leiter der Abteilung Forschung und war maßgeblich an grundlegenden Techniken zur Halbleiterfertigung beteiligt. Eine Arbeitsgruppe unter seiner Leitung begann mit der labormäßigen Herstellung von Germanium-Spitzentransistoren. Im Auftrag seines Betriebsleiters und seines Forschungskollektivs präsentierte Matthias Falter auf der Leipziger Messe 1954 den ersten in der DDR entwickelten Germanium-Transistor.
1956 wurde Falter zusätzlich Lehrbeauftragter für Halbleitertechnik an der Humboldt-Universität zu Berlin und der Universität Rostock sowie für Dioden- und Transistortechnik an der Technischen Hochschule Dresden, der späteren Technischen Universität (TU). Von 1958 bis 1970 war er Honorarprofessor für Elektrotechnik an der TU Dresden.
Im Jahr 1960 wurde Falter Direktor des Instituts für Halbleitertechnik Teltow, zuständig für Entwicklung und Überleitung von Halbleiterbauelementen in die Serienproduktion des VEB Halbleiterwerk Frankfurt (Oder) und dort gleichzeitig technischer Leiter. Bei der Überführung der Forschungsergebnisse gab es Probleme, für die das zuständige Ministerium Matthias Falter verantwortlich machte und ihn als FE-Direktor ablösen ließ.
Bis 1964 war er in der Arbeitsstelle für Molekularelektronik in Dresden, später im Elektronikhandel Berlin und im Institut für elektronische Bauelemente als Abteilungsleiter für Forschungsprognose beschäftigt, die 1978 in den VEB Applikationszentrum Berlin (AEB) überging.

## Ehrungen
- 1956 Nationalpreis der DDR
- 1959 Vaterländischer Verdienstorden (DDR)
- 1960 Goldene Ehrennadel der Kammer der Technik (DDR)
- Der VDE veranstaltete zusammen mit dem VDI-Arbeitskreis Technikgeschichte im Januar 2017 einen Vortrag mit dem Titel: Matthias Falter – Pionier der Halbleitertechnik in der DDR.[3]

## Veröffentlichungen (Auswahl)
- Wellenlängen-, Dämpfungs- und Stromspannungsmessungen am Paralleldrahtsystem geringer Eigendämpfung bei ultrakurzen Wellen. Köln 1937 (Dissertation).
- Der Transistor, ein Bauelement der Halbleitertechnik, seine Physik und Technik. In: Neuere Erkenntnisse der Elektrotechnik. Berlin 1954.
- Dioden- und Transistortechnik: Ein Einblick in die Physik und Technik der Richthalbleiter mit speziellen Anwendungsmöglichkeiten. Verlag Technik, Berlin 1958.